# 海洋汚染等及び海上災害の防止に関する法律
海洋汚染等及び海上災害の防止に関する法律（かいようおせんとうおよびかいじょうさいがいのぼうしにかんするほうりつ、昭和45年12月25日法律第136号）は、海洋汚染や海上災害の防止に関する日本の法律である。略称は「海洋汚染防止法」または「海防法」。
1970年（昭和45年）12月25日に公布された。

## 構成
- 第1章 - 総則（第1条~第3条）
- 第2章 - 船舶からの油の排出の規制（第4条~第9条）
- 第2章の2 - 船舶からの有害液体物質等の排出の規制等 
  - 第1節 - 船舶からの有害液体物質等の排出の規制（第9条の2~第9条の6）
  - 第2節 - 登録確認機関（第9条の7~第9条の22）
- 第3章 - 船舶からの廃棄物の排出の規制（第10条~第17条）
- 第4章 - 海洋施設及び航空機からの油及び廃棄物の排出の規制（第18条~第19条の2の2）
- 第4章の2 - 船舶からの排出ガスの放出の規制（第19条の3~第19条の25）
- 第4章の3 - 船舶及び海洋施設における油、有害液体物質等及び廃棄物の焼却の規制（第19条の26~第19条の35）
- 第4章の4 - 船舶の海洋汚染防止設備等及び海洋汚染防止緊急措置手引書等並びに大気汚染防止検査対象設備の検査等（第19条の36~第19条の54）
- 第5章 - 廃油処理事業等（第20条~第37条）
- 第6章 - 海洋の汚染及び海上災害の防止措置（第38条~第42条の12）
- 第6章の2 - 指定海上防災機関（第42条の13~第42条の29）
- 第7章 - 雑則（第43条~第54条）
- 第8章 - 罰則（第54条の2~第64条）
- 第9章 - 外国船舶に係る担保金等の提供による釈放等（第65条~第69条）
- 附則

## 資格
- 油濁防止管理者
- 有害液体汚染防止管理者